# 錫二線
錫二線（せきじせん）はシリンゴル盟に位置し、東は海彦呼都格駅、西は集二線西里駅を結び、本線374.955キロメートル、総延長593.403キロメートルの鉄道である。 事業主体は内蒙古錫二鉄道有限公司である。
錫烏線海彦呼都格駅からアバグ旗政庁があるベルグティー・バルガス、呼和徳尔斯（那仁宝力格炭鉱線接続駅）、ソニド左旗政庁があるマンダルト・バルガスを経て集二線西里駅に至る。 国鉄第一種単線。 設計速度120km/h、限界勾配6‰、最小曲線半径1200m、東風4型ディーゼル機関車、牽引力4000t、長期5000t、一部10000t列車走行可能、発着線有効長1050m、駅間は自動閉塞である。
支線として、那仁宝力格炭田支線34.96km、道布音呼都格～郭白線日格勒に至る連絡線7.404kmがある。

## 歴史
2007年11月、実現可能性の検討が開始された。 2012年6月に建設が開始され、 2015年12月30日に全線が開通した。